# Corantijnstrand
Het Corantijnstrand is een rivierstrand in Nickerie in Suriname. Het ligt aan de monding van de Corantijn in de Atlantische Oceaan, aan de kustlijn van Stalweide.
Het strand wordt minstens sinds de jaren 1920 gebruikt voor recreatie. Op het strand was toen een politiepost aanwezig. Sinds 2019 bevindt zich een politiepost in het nabijgelegen Backtrack, van waar illegale oversteken worden gemaakt naar Guyana.
Het strand werd medio 20e eeuw meermaals bezocht door hoogwaardigheidsbekleders, zoals de gouverneur in 1949, prins Bernhard in 1950 en prinses Beatrix in 1958.
In 1975 startte een project van anderhalf jaar waarin het strand werd aangepakt en de Zeedijk werd verlengd. In de jaren 1980 werd het strand uitgebreid bezocht door recreanten. Vervolgens liep de aantrekkingskracht terug. Het strand is ook sindsdien voor recreatie in gebruik.
Jaarlijks worden er sinds minimaal 2011 dragraces op het strand georganiseerd met meer dan honderd deelnemers. Het evenement is in trek bij duizenden bezoekers die ook uit andere delen van het land afkomstig zijn. Het wordt georganiseerd in het Paasweekeinde en tijdens Srefidensi.
Verder is er nog 't Strandje. Dit is een tweede strand achter de Zeedijk, dat in 2024 werd opengesteld voor het publiek.
Braamspunt · Brokopondo · Christiaankondre · Corantijnstrand · Langamankondre · Oemansanti · Overbridge River Resort · Stoneiland · White Beach